# Аду Яо Никэз
Аду Яо Никэз (род. 1 января 1979) — доцент кафедры международного права РУДН, кандидат юридических наук, президент Ассоциации иностранных студентов России.

## Биография
Аду Яо Никэз родился 1 января 1979 года в Республике Кот-д’Ивуар. В 2007 году окончил с отличием бакалавриат, магистратуру (в 2009 году) Юридического института РУДН по специализации «Международное право». В 2009—2012 годах учился в аспирантуре на кафедре международного права юридического факультета РУДН. Под руководством профессора А. Я. Капустина в 2012 году защитил кандидатскую диссертацию на тему: «Концепция универсализации международного права прав человека и позиции развивающихся стран».
В 2011 году Москве, в Женеве (2013) Аду Яо Никэз проходил стажировку в Управлении Верховного комиссара по правам человека ООН.
С 2012 года работает доцентом кафедры международного права РУДН. Аду Яо Никэз преподаёт различные международно-правовые дисциплины на дневном отделении, в том числе по Магистерской программе по правам человека на английском языке:
- защита прав человека в системе ООН,
- региональные системы защиты права человека,
- теория международного права.

## Научная деятельность
Научные интересы Аду Яо Никэз: проблемы защиты прав человека как на международном, так и на региональном уровнях.
Является автором более 40 научных трудов, в том числе коллективные монографии, научные статьи, учебные пособия, рецензии на английском, французском и русском языках, которые опубликованы в России и за рубежом.
Аду Яо Никэз принимает активное участие во всероссийских и международных конференциях.
- Влияние коррупции на равную защиту и обеспечение прав человека / Аду Я.Н. / Правовая инициатива. 2012. № 4. С. 4.
- Международно-правовое основание вмешательства во внутренние дела государства по вопросам, относящимся к защите прав человека / Аду Я.Н. / Евразийский юридический журнал. 2014. № 3 (70). С. 50-52.
- Защита прав человека в трибунале Южноафриканского сообщества для развития (САДК/SADC) / Абашидзе А.Х., Аду Я.Н. / Вестник Российского университета дружбы народов. Серия: Юридические науки. 2014. № 1. С. 261-265.
- Реформа Африканского суда по правам человека и народов протоколом о пересмотре протокола о статуте Африканского суда справедливости и по правам человека от 27 июня 2014 г.: миф и реальность / Аду Я.Н. / Евразийский юридический журнал. 2015. № 7 (86). С. 73-75.

## Общественная деятельность
В марте 2018 года президент Ассоциации иностранных студентов России Аду Яо Никэз посетил Краснодарский государственный институт культуры, приняв участие в благотворительном концерте «Венок дружбы на Кубани». В концерте приняли участие артисты института, иностранные студенты Краснодарского государственного института культуры и слушатели подготовительных курсов.
Поблагодарив ректора Краснодарского государственного института культуры за приглашение, Аду Яо Никэз сказал:

Каждый человек является носителем определенной культуры. И особенно приятно, когда люди с разных континентов могут объединяться и показывать здесь свои культуры. Культура — это то, что есть у человека, когда у него уже ничего не осталось. Сегодня мы увидим, что такое мир. В нем много недопонимания и трудностей. Но здесь мы увидим дружбу между людьми и народами, которая станет еще крепче.